# Gauliga Schlesien 1938/39
Die Gauliga Schlesien 1938/39 war die sechste Spielzeit der Gauliga Schlesien des Fachamtes Fußball. Die diesjährige Meisterschaft wurde erneut mit zehn Mannschaften im Rundenturnier im Hin- und Rückspiel ausgetragen. Die Meisterschaft sicherte sich zum vierten Mal die SpVgg Vorwärts-Rasensport Gleiwitz durch den besseren Torquotienten vor der Mannschaft des SC Preußen Hindenburg. Die Gleiwitzer qualifizierte sich für die deutsche Fußballmeisterschaft 1938/39, schieden dort jedoch bereits nach der Gruppenphase aus. In dieser Spielzeit gab es keine Absteiger, da die Liga im nächsten Jahr aufgestockt wurde. Dadurch gab es mit dem VfB 98 Breslau, dem ATV Liegnitz, dem STC Görlitz und dem Beuthener SuSV 09 vier Aufsteiger zur kommenden Saison.

## Abschlusstabelle

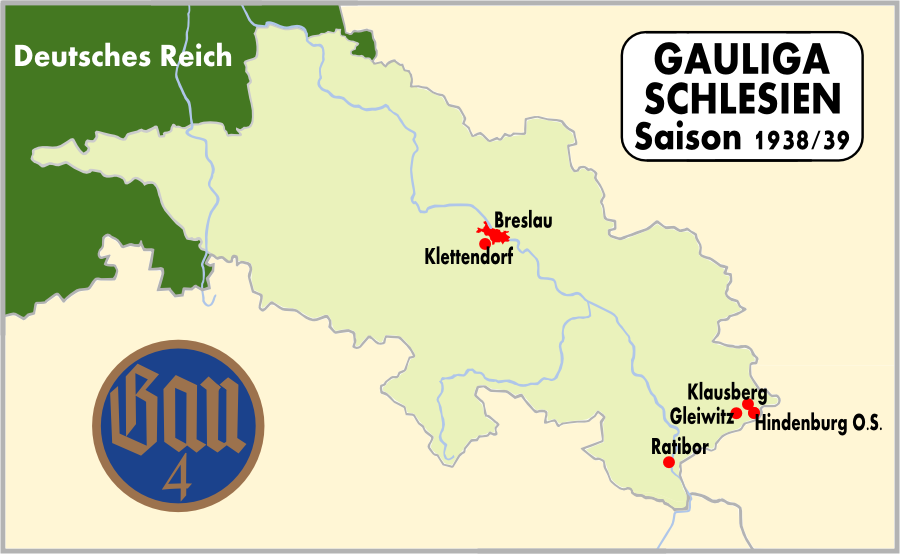
Spielorte der Gauliga Schlesien 1938/39.

| Pl. | Verein                                 | Sp. | S  | U | N  | Tore    | Quote | Punkte |
| --- | -------------------------------------- | --- | -- | - | -- | ------- | ----- | ------ |
| 1.  | SpVgg Vorwärts-Rasensport Gleiwitz (M) | 18  | 15 | 2 | 1  | 062:170 | 3,65  | 32:40  |
| 2.  | SC Preußen Hindenburg                  | 18  | 15 | 2 | 1  | 069:240 | 2,88  | 32:40  |
| 3.  | SC Hertha Breslau                      | 18  | 8  | 3 | 7  | 031:400 | 0,78  | 19:17  |
| 4.  | Breslauer SpVg 02                      | 18  | 6  | 4 | 8  | 031:400 | 0,78  | 16:20  |
| 5.  | Reichsbahn-SV Gleiwitz                 | 18  | 6  | 3 | 9  | 039:400 | 0,98  | 15:21  |
| 6.  | SpVgg Ratibor 03 (N)                   | 18  | 7  | 1 | 10 | 037:400 | 0,93  | 15:21  |
| 7.  | Sportfreunde Klausberg                 | 18  | 5  | 5 | 8  | 028:380 | 0,74  | 15:21  |
| 8.  | Breslauer FV 06                        | 18  | 6  | 3 | 9  | 027:480 | 0,56  | 15:21  |
| 9.  | SV 33 Klettendorf                      | 18  | 6  | 2 | 10 | 031:410 | 0,76  | 14:22  |
| 10. | 1. FC Breslau (N)                      | 18  | 2  | 3 | 13 | 020:470 | 0,43  | 07:29  |

| (M) | Titelverteidiger               |
| (N) | Aufsteiger aus der Bezirksliga |

## Kreuztabelle
Die Kreuztabelle stellt die Ergebnisse aller Spiele dieser Saison dar. Die Heimmannschaft ist in der linken Spalte, die Gastmannschaft in der oberen Zeile aufgelistet.
| 1938/39                            | SpVgg Vorwärts-Rasensport Gleiwitz | SC Preußen Hindenburg | SC Hertha Breslau | Breslauer SpVg 02 | Reichsbahn-SV Gleiwitz | SpVgg Ratibor 03 | Sportfreunde Klausberg | Breslauer FV 06 | SV 33 Klettendorf | 1. FC Breslau |
| ---------------------------------- | ---------------------------------- | --------------------- | ----------------- | ----------------- | ---------------------- | ---------------- | ---------------------- | --------------- | ----------------- | ------------- |
| SpVgg Vorwärts-Rasensport Gleiwitz |                                    | 2:2                   | 7:3               | 4:0               | 4:1                    | 3:1              | 3:1                    | 7:0             | 2:0               | 4:1           |
| SC Preußen Hindenburg              | 2:1                                |                       | 3:1               | 4:1               | 9:0                    | 4:0              | 3:1                    | 3:1             | 5:1               | 6:1           |
| SC Hertha Breslau                  | 2:3                                | 1:0                   |                   | 2:0               | 2:0                    | 1:0              | 1:1                    | 1:0             | 4:1               | 0:0           |
| Breslauer SpVg 02                  | 1:1                                | 3:5                   | 5:2               |                   | 0:4                    | 2:4              | 0:0                    | 5:2             | 3:2               | 1:1           |
| Reichsbahn-SV Gleiwitz             | 0:4                                | 3:3                   | 7:1               | 1:2               |                        | 1:1              | 1:2                    | 6:0             | 4:0               | 3:1           |
| SpVgg Ratibor 03                   | 1:2                                | 1:6                   | 3:1               | 0:2               | 1:2                    |                  | 3:0                    | 6:2             | 3:2               | 7:0           |
| Sportfreunde Klausberg             | 0:4                                | 2:5                   | 1:1               | 2:2               | 4:2                    | 4:2              |                        | 2:2             | 0:0+ A            | 4:2           |
| Breslauer FV 06                    | 0:4                                | 1:3                   | 1:3               | 2:0               | 2:1                    | 5:1              | 2:1                    |                 | 2:1               | 0:0           |
| SV 33 Klettendorf                  | 1:3                                | 3:4                   | 7:1               | 3:1               | 2:2                    | 2:1              | 0:2                    | 3:3             |                   | 2:1           |
| 1. FC Breslau                      | 1:4                                | 1:2                   | 1:4               | 1:3               | 2:1                    | 1:2              | 5:1                    | 1:2             | 0:1               |               |

## Aufstiegsrunde
Qualifiziert für die Aufstiegsrunde waren die Meister der drei Bezirksligen Niederschlesien, Mittelschlesien und Oberschlesien, welche im Rundenturnier mit Hin- und Rückspiel gegeneinander antraten. Ursprünglich stiegen die zwei besten Mannschaften, Beuthener SuSV 09 und STC Görlitz auf. Da kriegsbedingt die nächstjährige Gauliga jedoch später in zwei Gruppen aufgeteilt wurde, stiegen der VfB Breslau als Drittplatzierter der Aufstiegsrunde und der TuSpo Liegnitz als unterlegener Finalist der niederschlesischen Bezirksmeisterschaft ebenfalls auf.

### Abschlusstabelle
| Pl. | Verein                                                | Sp. | S | U | N | Tore    | Quote | Punkte |
| --- | ----------------------------------------------------- | --- | - | - | - | ------- | ----- | ------ |
| 1.  | Beuthener SuSV 09 (Meister Bezirksliga Oberschlesien) | 4   | 3 | 0 | 1 | 015:110 | 1,36  | 06:20  |
| 2.  | STC Görlitz (Meister Bezirksliga Niederschlesien)     | 4   | 1 | 1 | 2 | 006:700 | 0,86  | 03:50  |
| 3.  | VfB Breslau (Meister Bezirksliga Mittelschlesien)     | 4   | 1 | 1 | 2 | 010:130 | 0,77  | 03:50  |

### Kreuztabelle
| 1938/39           | Beuthener SuSV 09 | STC Görlitz | VfB Breslau |
| ----------------- | ----------------- | ----------- | ----------- |
| Beuthener SuSV 09 |                   | 2:1         | 8:1         |
| STC Görlitz       | 2:3               |             | 3:2         |
| VfB Breslau       | 7:2               | 0:0         |             |